# Zator (Petite-Pologne)
Zator est une ville de Pologne, située dans le sud du pays, dans la voïvodie de Petite-Pologne. Elle est le chef-lieu de la gmina de Zator, dans le powiat d'Oświęcim.
Zator fut autrefois le siège du duché de Zator.